# Vanessa Fürst
Vanessa Fürst (* 26. Oktober 2001) ist eine deutsche Fußballspielerin.

## Karriere

### Vereine
Fürst spielte ab 2013 in der Jugend des 1. FC Köln. Ab 2016 trat sie mit den B-Juniorinnen in der Bundesliga an und wurde mit diesen sowohl 2017 als auch 2018 Meister der Staffel West/Südwest. Obwohl noch für die B-Juniorinnen spielberechtigt, gehörte sie in der Saison 2017/18 bereits zudem regelmäßig zum Kader der Frauenmannschaft und gab am 24. September 2017 (3. Spieltag), gut einen Monat vor ihrem 16. Geburtstag, bei der 0:2-Auswärtsniederlage beim FC Bayern München ihr Debüt in der Bundesliga. Nach dem Abstieg Kölns wechselte Fürst im Sommer 2018 zum Bundesligaaufsteiger Borussia Mönchengladbach, für den sie zu 19 Liga- und drei Pokaleinsätzen kam, mit der Mannschaft am Ende der Saison aber ebenfalls in die 2. Bundesliga abstieg. Daraufhin unterschrieb sie zur Spielzeit 2019/20 einen Vertrag beim MSV Duisburg.
Am 7. Mai 2024 wurde ihre Verpflichtung zur Saison 2024/25 zur SGS Essen auf der Vereins-Website öffentlich.

### Nationalmannschaft
Fürst bestritt 2017 neun Partien für die U-16-Nationalmannschaft, zwei davon im Rahmen des Nordic Cups. Danach gehörte sie zum Kader der U-17-Nationalmannschaft, für die sie insgesamt fünfmal zum Einsatz kam, davon einmal im Rahmen der Qualifikation zur Europameisterschaft 2018.

## Erfolge
- Meister B-Juniorinnen-Bundesliga West/Südwest 2017 und 2018 (mit dem 1. FC Köln)